# Phoenix (игра)
Phoenix — аркадная игра в жанре shoot 'em up, разработанная Amstar Electronics (расположенной в городе Финикс) в 1980 году,, и выпущенная Centuri в США и Taito в Японии. Пиратские версии Phoenix выпускались TPN и другими компаниями. Atari портировала игру на приставку Atari 2600 в 1982 году.

## Описание
Как и многие аркадные игры той эпохи, Phoenix является вертикальным космическим фиксированным шутером, похожим на выпущенную Taito игру Space Invaders. Игрок управляет космическим кораблем, который перемещается горизонтально в нижней части экрана, стреляя вверх. Враги обычно представляют собой один из двух видов птиц, и появляются на экране выше корабля игрока, стреляя в него и периодически пикируя к нему, пытаясь его протаранить. В дополнение к ракетам, корабль оснащен щитом, который может быть использован для того, чтобы убить любое из инопланетных существ, которое попытается врезаться в корабль. Игрок не может двигаться, когда активен щит, и должен подождать некоторое время (примерно пять секунд), прежде чем использовать эту способность снова.
Phoenix была одной из первых полноцветных аркадных игр, наряду с Galaxian, выделяясь среди прочих игр своего времени. Кроме того, в игре присутствуют довольно специфические звуки стрельбы, которые стали весьма известными среди поклонникам жанра. Кроме того, важным моментом является то, что корабль-матка Phoenix стал одним из первых боссов в аркадных видеоиграх, битва с которыми представлялась игроку в качестве отдельной задачи.
У игрока имеется от 3 до 6 жизней, в зависимости от настроек.

## Музыка
В игре присутствуют два музыкальных произведения:
- Romance de Amor, также известное как Испанский романс, неизвестного композитора.
- Für Elise Бетховена.

## Продолжение
Официальное продолжение Phoenix называлось Pleiads (на экране) или Pleiades (на автомате), было разработано Tehkan в 1981 году, и лицензировалось Centuri для распространения в США. В Pleiades было больше врагов, атакующих одновременно, что балансировалось тем, что на экране теперь могло находиться 2 выстрела игрока, а не один.

## Портированные версии
Atari выкупило права на портирование игры на игровые приставки и выпустило игру на Atari 2600 в 1982 году.
В настоящее время права на игру принадлежат Taito. В 2005 году, Phoenix была выпущена на Xbox, PlayStation 2, PSP и PC как часть набора Taito Legends в США и Европе и набора Taito Memories II Gekan в Японии.